# 아구이역
아구이역(일본어: 阿久比駅)은 일본 아이치현 지타군 아구이정에 위치한 나고야 철도 고와 선의 철도역이다. 역 번호는 KC 08이며, 섬식 승강장 2면 4선의 구조를 갖춘 지상역이다.

## 타는 곳
| 1 · 2 | ■ 고와선 | 하행 | 지타한다 · 고와 · 우쓰미 방면            |
| 3 · 4 | ■ 고와선 | 상행 | 오타가와 · 나고야 · 기후 · 이누야마 방면 |

## 이용 현황
- 2013년 기준 : 5,875명

## 역 주변
- 아구이 정청

## 인접 역
| 나고야 철도 고와선               | 나고야 철도 고와선              | 나고야 철도 고와선         |
| -------------------------------- | ------------------------------- | -------------------------- |
| TA 09 오타가와 오타가와 방면     | ■ 특급                          | 지타한다 KC 12 고와 방면   |
| KC 05 미나미카기야 오타가와 방면 | □ 쾌속 급행 · ■ 급행 · ■ 준특급 | 스미요시초 KC 11 고와 방면 |
| KC 07 사카베 오타가와 방면       | ■ 보통                          | 우에다이 KC 09 고와 방면   |